# 龙潭镇 (龙门县)
龙潭镇，是中华人民共和国广东省惠州市龙门县下辖的一个乡镇级行政单位。

## 行政区划
龙潭镇下辖以下地区：
左潭社区、铁岗社区、禾洞村、石坋村、左潭村、新寮村、禾仓村、石莲村、下埔村、土湖村、合头村、大坑村、塘坑村、新屋村、南坑村和马岭村。